# Pёtr Starkovskij
Pёtr Ivanovič Starkovskij (4 giugno 1884 – 1º febbraio 1964) è stato un attore russo.

## Filmografia parziale

### Attore
- Potop (1915)
- Beleet parus odinokij (1937)
- Evgenija Grande (1960)

## Premi
- Artista onorato della RSFSR